# Тихама
Тихама или Тихамах (арап. تهامة) је уски обални појас на Арапском полуострву уз Црвено море, подељен између Саудијске Арабије и Јемена.
У ширем смислу, Тихама се простире од Акапског залива на северу до теснаца Баб ел Мандеб. У ужем смислу, који се данас чешће користи, Тихама се односи само на јужни део обале, од луке Једах даље на југ, паралелно с Асиром и Јеменом.

## Географске карактеристике
За разлику од унутрашњости, Тихама је сува равница, пуна пешчаних дина, са ретким оазама. Већа насеља у Тихами су; Ел Худаида, Мока и Забид у Јемену, као и Џизан, Ел Кунфуза, и Ел Лис у Саудијској Арабији.
Обале Тихаме су опасне за пловидбу, јер су изложене отвореном мору и мноштву оштрих гребена, и без лука посебно на северном делу.
У данашње вријеме Тихама се дели на три дела, по регији у унутрашњости са којом граничи; северни део је Тихама ел Хиџаз, средњи део Тихама Асир, а јужни део Тихама ел Јемен. Средњи и јужни део припадају обалној пустињској екорегији.
Старија европска подела, такође је познавала три дела Тихаме;
- Обална Тихама

Пешчани појас уз море, до кога не допире ниједан планински вади, јер пре тога због високих температура брзо пресуши. У том појасу су кише ретке и падају само током летњих месеци, и то у виду кратких жестоких олуја. На мало плодних поља, која имају довољно влажности, узгаја се просо, кукуруз и луцерна. Становници ретких места на обали, баве се углавном риболовом, бродарством и трговином.
- Висораван Тихама

Појас поред обалног, на висоравни од 50 до 250 метара надморске висине, на коме су ретке кише јавља се од маја до септембра, и има више услова за ратарство на терасастим пољима, до којих ипак допиру неки вадији планина. Тај појас је богатији и гушће насељен.
- Планинска Тихама

Појас дубоких долина планинских вадија, на надморској висини од 700 метара. То је појас где вадији током целе године имају воду, и ту се узгајају различите тропске културе, због тог је и најгушће насељен.
Температуре у обалској Тихами су изузетно високе, то је једно од топлијих места на земљи, нормалан љетни дан у Ел Худаида може бити 43 °C уз влажност од око 40-60% у подне, што код већине људи изазива топлотни удар. Једино локални становници могу да издрже те врућине, чак ни становници планинских предела Јемена нису у стању издрже дуго у Тихами.